# Ines Alpha
Ines Alpha, de son vrai nom Inès Marzat, est une artiste numérique française pionnière dans le maquillage digital, qu'elle nomme également maquillage 3D. Elle s'est aussi spécialisée dans l’art en réalité augmentée. Basée à Paris, elle est reconnue pour son travail à la frontière de l’art, de la beauté et de la technologie.

## Biographie
Après des études dans le domaine de l’animation et un passage à l’Institut Français de la Mode en management, Ines Alpha commence sa carrière comme directrice artistique dans la publicité, notamment dans les secteurs de la beauté, du luxe et de la mode.
Elle réalise ses premiers projets notables en collaboration avec le producteur Panteros666, notamment la vidéo Baby F-16 ou le projet de live audiovisuel Hyperalliance. Progressivement, elle développe une pratique artistique qui fusionne maquillage et technologies numériques, donnant naissance à sa signature : le maquillage 3D.
Elle donne régulièrement des conférences à l'international, notamment dans le cadre de festivals comme Pictoplasma, Forward Festival, Us by Night ou OFFF Barcelone.

### Pratique artistique
Le travail d’Ines Alpha consiste à créer des maquillages virtuels appliqués sur des visages numérisés. Par ses créations, elle interroge les notions d’identité, de corps et d’émancipation personnelle dans un contexte où le réel et le virtuel se confondent. Son approche vise à déconstruire les codes traditionnels de la cosmétique et à proposer des alternatives digitales.

## Collaborations notables
En 2019, elle crée le maquillage digital de la chanteuse Charli XCX sur la couverture de son album Charli. Puis elle réalise pour Bimba y Lola une série de vidéos ainsi qu’un filtre de réalité augmentée mettant en scène des maquillages 3D futuristes et des créatures numériques. La même année, elle conçoit pour le grand magasin londonien Selfridges une série de maquillages digitaux en vidéo.
En 2020, Ines participe à la campagne de la collection capsule Billie Eilish de H&M. Elle collabore également avec Peter Philips, directeur de la création et de l’image chez Dior Makeup, pour la réalisation d’une vidéo et d’un filtre de réalité augmentée.
En 2023, elle conçoit pour Clarins un filtre en réalité augmentée personnalisé et une vidéo inspirés par la fleur de lune.
En 2024, Ines Alpha est nommée Global Creative e-Makeup Artist pour le lancement de Prada Beauty (groupe L’Oréal). Elle collabore également avec Studio Halia pour la création d’un bijou connecté, permettant de personnaliser en réalité augmentée l’objet porté sur le visage grâce à une puce NFC.

## Prix et distinctions
Le 9 octobre 2023, elle figure parmi les lauréates "100 Femmes de Culture", dont le palmarès est annoncé au Palais de Tokyo, en présence de la ministre de la Culture Rima Abdul Malak.

## Expositions

### Principales expositions personnelles
- "Metamorphoses 3.0", Festival Maintenant, Rennes, 2019[20]
- "Alpha manifestations”, Art mur, Montréal, 2021
- “Hybr-iD”, Institut Français du Nigeria, Discovery Museum, 2022

### Principales expositions collectives
- "ArtRock", St-Brieuc, 2021[21]
- "Fitting in", Z33, Belgique, 2023[22]
- “Maquina Organica”, Teatro del Canal, Madrid, 2023[23]
- “Le miroir d’un moment”, Le Cube Garges, 2023[24]
- "Palais Augmenté 3", Grand Palais éphémère, Paris, 2023[25]
- "Nova Rio Biennial", Museu do Amanhã, Rio De Janeiro, 2023[26]
- "Échantillons de soi", CAC la Traverse, Alfortvillle, 2023-2024[27]
- “Mundo Expandido”, Fundación Telefónica, Madrid, 2023-2024[28]
- "Virtual Beauty", HEK, Basel, 2024[29]
- "Forever Young", MEET, Milan, 2024[30]
- "Soft mutations", Artverse Paris, 2024[31]
- "Virtual Beauty", HEK, London, 2025[32]